# 迪布羅瓦 (布爾什滕市鎮)
49°17′30″N 24°43′56″E / 49.29167°N 24.73222°E
迪布羅瓦（烏克蘭語：Діброва），是烏克蘭的村落，位於該國西部伊萬諾-弗蘭科夫斯克州，由伊万诺-弗兰科夫斯克区布爾什滕市鎮負責管轄，始建於1465年，面積11.7平方公里，海拔高度260米，2001年人口432，人口密度每平方公里36.9人。